# 1291

## Evenimente
- 19 februarie: Pacea de la Brignoles, ca urmare a conferinței de la Tarascon și a unei întâlniri prealabile la Aix-en-Provence, dintre regele Alfons al III-lea al Aragonului și Carol al II-lea de Anjou, rege al Neapolelui; Carol renunță la pretențiile sale asupra regatului de Aragon, în vreme ce Alfons se angajează să nu mai acorde sprijin fratelui său, regele Iacob I al Siciliei.
- 4 aprilie: Asediul Acrei. Ultimul oraș deținut de cruciați este cucerit de către mamelucii din Egipt, conduși de Al-Așraf Khalil; regele Henric al II-lea al Ierusalimului se refugiază în Cipru.
- 5 aprilie: Sultanul Al-Ashraf Khalil al Egiptului începe asediul împotriva Acrei.
- 10 mai: Nobilii scoțieni se adună la Norham și recunosc autoritatea regelui Eduard I al Angliei.
- 18 mai: Musulmanii capturează Accra de la cruciați; ultima redută a Regatului Ierusalimului este pierdută; evenimentul marchează încheierea cruciadelor clasice, prin eliminarea oricărei posibilități de recucerire a Pământului Sfânt; ca avanposturi ale cruciaților rămân Regatul Ciprului și statul armean din Cilicia.
- 28 octombrie: Oberto Doria și Oberto Spinola abandonează puterea la Genova, ca urmare a opoziției familiei Fieschi; în oraș puterea este încredințată unui căpitan al poporului ales anual.
- 29 noiembrie: Tratatul de la Monteagudo: Castilia și Aragonul își împart zonele de influență comercială în Africa de nord: Maroc, respectiv Tunisul.

### Nedatate
- august: Cantoanele Uri, Schwyz și Unterwalden constituie Federația Elvețiană.
- octombrie: Alianță încheiată între cantonul Zürich și contele Filip I de Savoia.
- În Franța sunt arestați bancherii și negustorii lombarzi.
- Marco Polo este însărcinat de Kublai-han să însoțească pe mare o prințesă mongolă, care urma să se căsătorească cu Arghun, hanul ilhanid din Iran (1291-1295). 14 vase părăsesc China, ajung în Java, Sumatra, iar apoi sudul Indiei. Străbat regiunea dinspre Gujarat, pentru a ajunge la Ormuz, unde se află că Arghun decedase. Marco Polo revine la Veneția în 1295, prin Trebizonda și Constantinopol.
- Orașul Lucerna din Elveția intră în stăpânirea Habsburgilor.
- Papa Nicolae al IV-lea confirmă independența Republicii San Marino, printr-o bulă papală.
- Proiect de cruciadă propus de regele Carol al II-lea al Neapolelui; se are în vedere blocada împotriva Egiptului printr-o flotă puternică, fuziunea dintre ordinele militare și alianța cu mongolii împotriva musulmanilor.
- Regele Andrei al III-lea acordă privilegii de oraș regal Bratislavei.
- Regele Sancho al IV-lea al Castiliei cucerește Tarifa de la mauri.
- Românii au participat la Adunările Stărilor Privilegiate, Adunarea Obștească și la Congregația Generală pentru prima dată (și în adunarea din 1355).
- Ultimele rămășițe ale stăpânirilor cruciate (Tyr, Sidon, Beirut, Tortosa și Château Pèlerin) capitulează.
- Vandino și Ugolino Vivaldi se îmbarcă la Genova cu intenția de a ajunge în India, prin ocolirea Africii; expediția nu a dus la niciun rezultat, nemaiștiindu-se nimic despre cei doi exploratori.

## Arte, Știință, Literatură și Filosofie
- Dante Alighieri începe lucrul la La Vita nuova.
- Este construit castelul Klenová din sudul Boemiei, edificat în scopuri defensive.
- Inginerul chinez Guo Shoujing construiește lacul artificial Kunming, ca rezervor de apă pentru Beijing, capitala Imperiului Yuan.
- Împăratul Kameyama al Japoniei construiește templul Nanzenji din Kyoto, ca lăcaș al budismului Zen.
- Producătorii de sticlă ai Veneției sunt strămutați pe insula Murano.

## Nașteri
- 8 februarie: Alfons al IV-lea, viitor rege al Portugaliei (d. 1357)
- 9 martie: Cangrande della Scala, senior de Verona (d. 1329)
- 31 octombrie: Philippe de Vitry, compozitor francez (d. 1361)
- 15 decembrie: Aimon, viitor conte de Savoia (d.1343)
- Clement al VI-lea, viitor papă (d. 1352)
- Ioana II, contesă de Burgundia (d. 1330)
- Theodor I, viitor marchiz de Monferrat (d. 1338)

## Decese
- 10 martie: Arghun, han ilhanid al Iranului (n. ?)
- 18 iunie: Alfons al III-lea, rege al Aragonului (n. 1265).
- 15 iulie: Rudolf I de Habsburg, împărat romano-german (n. 1218).
- Talabuga, conducător mongol (n. ?)

## Înscăunări
- 18 iunie: Iacob al II-lea, rege al Aragonului (1291-1327).